# Elaphoglossum alansmithii
Elaphoglossum alansmithii är en träjonväxtart som beskrevs av John T. Mickel. Elaphoglossum alansmithii ingår i släktet Elaphoglossum och familjen Dryopteridaceae. Inga underarter finns listade.